# Djent
Djent (укр. Джент) — прийом гри на електрогітарі і характерний йому звук. Назва придумана гітаристом групи Periphery Мішею Мансуром (англ. Misha Mansoor) і походить від англійськомовного звуконаслідування звуку заглушених акордів видобутих на електрогітарі з сильно перевантаженим звучанням. З 2010-х років Djent розглядається як різновид прогресивного металу, особливості звучання якого зумовлені використанням цього прийому гри.

## Характеристика
Вважається, що техніку джента запровадив Фредерік Тордендаль, гітарист шведської групи Meshuggah. Однак, слово «джент» стало популярним завдяки інтернет-спільноті музикантів, серед яких Міша Мансур, музикант гурту Periphery, завдяки творчості якого джент перейшов «з віртуального світу в реальний». Появу назви «djent» Фредерік пояснив так: 
|  | Це був наш соло-гітарист, Фредрік, колись був п'яний, розмовляв з одним із наших шанувальників старої школи, намагаючись пояснити, якого звучання гітари ми прагнемо, він відчайдушно намагався сказати: «Ми хочемо цього: "dj—, dj—, dj—, dj— "». І цей хлопець сказав: «Що він говорить? Це шведське слово? Напевно. Звучить як dj_, можливо "djent"? Можливо, щось подібне» |

Інші групи, стиль яких характеризується використанням цього прийому: Sikth, Mnemic, Animals as Leaders, Tesseract, та Textures.
Джент як стиль характеризується ритмічною та технічною складністю, зокрема використанням поліметрії. Прикладом може служити пісня «Cafo» від Animals as Leaders. Зазвичай він містить сильно спотворені, приглушені долонями гітарні акорди, синхронізовані рифи, поліметрію та віртуозні соло. Іншою загальною рисою є використання семиструнних, восьмиструнних та дев'ятиструнних гітар з розширеним діапазоном.

## Критика
Деякі спільноти прихильників метал-музики критикували «джент», вважаючи його або короткочасною примхою, або засуджуючи його, або ставлячи під сумнів доцільність виділяти «джент» як окремий жанр. Відповідаючи на запитання про «djent», вокаліст Lamb of God Ренді Блайт заявив у 2011 році: «Не існує такого поняття, як djent; це не жанр». Гітарист Deftones Стівен Карпентер так само висловився у 2016 році: «Я теж можу грати джент, я навіть ціную групи, власне Meshuggah — одна з моїх улюблених груп. Але це просто не жанр. Це просто метал». В одному з інтерв'ю для Freethinkers Blog Міша Мансур заявив, що він вважає, що джент став «великим парасольковим терміном для будь-якого прогресивного гурту, а також будь-якого гурту, який буде [використовувати] приглушені вибухові звуки, що не вкладаються в ритмічну сітку […] Такі гурти, як Scale the Summit [які згадуються як] djent-гурти […] 80 % їх творів звучить як чистий канал, і все це красиво […] Нас оточує багато гуртів, які я поважаю, але водночас я не думаю, що люди також знають, що таке джент […] Це дуже неясно». Пізніше в інтерв'ю він заявив: «Якщо ви називаєте нас джентом, це нормально. Я маю на увазі, що я ніколи б не застосував цей термін самостійно, але разом з тим він настільки нечіткий, що я не знаю, що з цим сказати».